# Gottow
Gottow ist ein Ortsteil der Gemeinde Nuthe-Urstromtal im Landkreis Teltow-Fläming in Brandenburg.

## Geografische Lage
Gottow liegt südwestlich des Gemeindezentrums und ist im Wesentlichen von weiteren Ortsteilen der Gemeinde umgeben. Im Norden ist dies Schöneweide, gefolgt – im Uhrzeigersinn – von Schönefeld, Dümde, Stülpe, Jänickendorf, der Stadt Luckenwalde sowie dem Ortsteil Woltersdorf. Der überwiegende Teil der Gemarkung ist bewaldet oder wird landwirtschaftlich genutzt. Das Hammerfließ und der Flotte Graben fließen in nordwestlicher bzw. nordöstlicher Richtung durch den Ort. Zum Ortsteil gehört der westlich gelegene Wohnplatz Moldenhütten, auch Moldauershütten vormals genannt. Er wird vom Lausebach und Eiserbach in Süd-Nord-Richtung durchquert. Seit frühester Zeit gehört der Unterhammer ebenso zu Gottow.

## Geschichte

### 15. Jahrhundert
Das Dorf wurde erstmals im Jahr 1421 indirekt durch das Eisenwerk (Hammer) erwähnt, als von einer Grenze biß in den hammer zcur Gottow berichtet wurde. Der in der Literatur gelegentlich zu findende Hinweis auf eine Grenzfenste der Bischöfe von Brandenburg an der Havel bezieht sich auf eine ehemalige Burg Gottau, die sich in Schönebeck (Elbe) befand. Die Kolonistensiedlung und Hammerwerk entstand vermutlich auf einer mittelalterlichen Wüstung; urkundliche Belege hierfür fehlen jedoch bislang. Allerdings existiert eine Karte aus dem Jahr 1781, auf der eine Eintragung Am alten Schloß verzeichnet ist, das sich 600 Meter nordwestlich in der Hammerfließ-Niederung befunden haben soll. Gottow gehörte zu dieser Zeit bis 1478 den Herren von Torgau aus Zossen. Für wenige Jahre waren die von Stein Besitzer (1478–1490), anschließend übernahm im Jahr 1490 das Amt Zossen das Dorf.

### 16. Jahrhundert
Aus dem Jahr 1506 ist die Existenz einer Mahlmühle am Hammerfließ auf Vnsem hammer daselbst zu Gottow überliefert, die der kurfürstliche Hammermeister mit einem Rad errichten durfte. Diese Mühle bei dem Nitzschenhammer soll 1538 Hans Kohlhase überfallen haben. 1547 errichteten die Brandenburger Herrscher am Hammerfließ einen Grenzzaun, Landwehr genannt. Eine Zollstation entstand, die den Warenfluss zwischen dem Erzbistum Magdeburg im Westen, dem Kurfürstentum Brandenburg im Norden und dem Kurfürstentum Sachsen im Osten regeln sollte. Der Hammer erschien 1583 mit einer eigenen Hütung und Trift, einer Windmühle sowie einer Wassermühle in den Akten. Er erbrachte zusammen 17 Taler und 28 Groschen Zinsen. Gottow kam vor 1594 bis 1672 in den Besitz der von Hake, war allerdings vor 1646 bis nach 1649 im Pfandbesitz der von Otterstedt und 1649 im Pfandbesitz der von Liepe. In diesen Jahren wechselte die Schreibweise von Gottoischen Hammers halben im Ambte Zoßen Bey Schöneweyde gelegen im Jahr 1594 zu Nietzschen Hammer, wonet Ditterich von Hacken drofen in den Jahren 1594/1597 und zu auff dem Gottauischen Hammer, Vndt an die Ambts Zoßensche grentze im Jahr 1642.

### 17. Jahrhundert
Im Dreißigjährigen Krieg fiel der Hammer bis auf eine Wassermühle nahezu wüst. Die Akten berichten, dass der Rittersitz „in einem Haufen“ liege und das Brauhaus sowie der Weinberg wüst seien. Im Jahr 1652 war der Hammer lediglich mit zwei Männern besetzt. Die von Hake als Eigentümer gestatteten im Jahr 1655 einem Kostknecht, auf den Flächen einige Schafe weiden zu lassen. Wenig später übergaben sie 1672 dem Hauptmann von Kratz aus Ziesarden Hammer mit Gebäuden, Krug, Kruggerechtigkeit, allen Buden, Braupfannen und Braugeräten, der Schäfereigerechtigkeit, Wasser- und Windmühle, Fischerei, Weinbergen, Kohl-, Baum- und Hopfengärten. Er wollte 1676 eine Schneidemühle errichten lassen, verkaufte die Flächen jedoch 1682 wieder. Aus den Flächen siedelten sich bis 1682 insgesamt 11 ½ Kossäten sowie ein Krüger an.

### 18. Jahrhundert
Im Jahr 1727 lebten im Dorf ein Krüger, zwei Hufner sowie zwei Kossäten; es gab eine Schäferei bei Scharfenbrück. Für 1738 sind fünf Kossäten überliefert, ebenso 1745. Neben einem Vorwerk gab es eine Schäferei, eine Wassermühle mit zwei Gängen sowie eine Schneidemühle und einen Teerofen. Die Gemarkung war 13 Hufen 15 Morgen (Mg) und 136 Quadratruten (QR) groß. Eine Statistik aus den Jahren 1749/1750 berichtet von diesem Vorwerk mit einer Größe von 593 Mg 3 QR: 405 MG 136 QR Acker, das sich auf 141 Mg Gutland, 60 Mg Mittelland und 204 Mg 136 QR Schlechtland unterteilen ließ. Darauf wurden je 4 Wispel Roggen, 2 Wispel 2 Scheffel Gerste, 20 Scheffel Hafer, 2 Scheffel Erbsen, 1 Scheffel Wicken und 2 Scheffel Leinsamen ausgesät. Die Fläche bestand weiterhin aus 81 Mg 64 QR Wiese und 5 Mg 163 QR Gartenland, auf denen 34 Stück Kühe, 17 Stück Güstevieh sowie 400 Schafe gehalten wurden. Die Kossäten betrieben außerdem Schweine- und Federviehzucht. Es gab außerdem ein Paar und einen einzelnen Einlieger. Eine Statistik aus dem Jahr 1750 führte für Gottow das königliche Vorwerk und die Schäferei, fünf Kossäten (darunter einen Schulzen), eine Mahl- und Schneidemühle, eine Wassermühle, zwei Büdner, zwei herrschaftliche Familienhäuser, ein Familienhaus mit sechs Stuben und 13 Feuerstellen sowie 35 Mg Wiese auf.
Im 18. Jahrhundert entdeckten Geologen in der Region Erz. Später führt dazu eine amtliche schriftliche Quelle aus, „der Gottower Eisenstein ist der beste“. In Folge der Entdeckung gründete sich 1753 die Königlich Preußische Eisenhütte Gottow, die am 1. Mai 1754 mit dem ersten Hochofen den Betrieb auf dem Hammer aufnahm. Das königliche Hüttenamt (Oberbergamt) übernahm die Geschäfte und ließ eine Mahlmühle umbauen, die aus Raseneisenstein das begehrte Material produzierte. Aus diesem wurden unter anderem Waffen für den Siebenjährigen Krieg produziert. Diese wurde 1757 von österreichischen Truppen zerstört, aber bereits 1760 wiederaufgebaut. 1764 kam ein Betrieb hinzu, der Zain herstellte. Der bisherige Besitzer der Schneidemühle, Dalchow, erhielt 1753 als Entschädigung die Erlaubnis, beim Hüttenwerk eine Windmühle anzulegen. Wenig später siedeln acht Familien auf dem neu angelegten Eisenhammer (1754). Im Jahr 1764 entstand ein weiterer Hammer, in dem Nägel produziert wurden. 1765 kam es über die Qualität der Gottower Kugeln zu einem eher taktisch gesprägten Streit zwischen verschiedenen Offizieren. Ein Minister v. Hagen erklärte, „das Gottow’sche Eisen sei so schlecht gewesen, dass erst durch ein zweites Schmelzen zum Munitionsguß brauchbar gemacht worden könne“. Ein Major v. Holzendorff relativierte dies dann, die Hälfte der aus brandenburgischer Produktion sei unbrauchbar. Unabhängig von der Eisenproduktion wurde das Vorwerk nach wie vor landwirtschaftlich genutzt: Dort wurden 1766 insgesamt 51 Stück Rindvieh, 400 Schafe und 30 Schweine gehalten. Die vier Kossäten erhielten laut einer Erbverschreibung im Jahr 1769 je 12 Mg 480 QR Äcker und 6 Mg Wiese. 1775 entstand in der Nähe der Siedlung eine Pechhütte; Gottow bestand zu dieser Zeit aus dem Dorf mit Vorwerk, Eisenhütte und Hammer; die Einwohner wurden vom Pfarrer aus Jänickendorf seelsorgerisch betreut. Erstmals erschien die Schreibweise Gottow. Eine Statistik aus dem Jahr 1782 führte fünf alte Kossäten auf (darunter den Setzschulzen), vier neue Kossäten, 15 Büdner, sechs Paare und fünf einzelne Einlieger. Das Hüttenvorwerk war 417 Mg 91 Mg groß: 304 Mg 147 QR Acker, 102 21 QR Wiesenwachs, 6 Mg 83 QR Wiesen im Acker, 4 Mg 20 QR Garten. Dort wurden 3 Wispel 2 Scheffel 2⁄3 Metzen Roggen, 2 Wispel 3 Scheffel 15 1⁄3 Metzen Gerste, 17 Scheffel 9 1⁄3 Metzen Hafer, 6 Scheffel 8 ½ Metzen Erbsen, 2 Scheffel 10 2⁄3 Metzen Wicken und 1 Scheffel 7 1⁄3 Metzen Leinsamen ausgesät. Es gab dort weiterhin vier Pferde, 15 Zugochsen, 26 Kühe, zwei Bullen und 450 Schafe. Im Jahre 1788 wird ein Gottowschen Teich genannt, der vom Dümder Fließ gespeist dem Hüttenwerk dient. Für 1791 wurde von zehn Kossäten, 15 Büdnern, elf Hausleuten oder Einliegern und einem Müller berichtet; die Einwohner betrieben 29 Feuerstellen.

### 19. Jahrhundert
Gottow bestand im Jahr 1803 aus dem Dorf und Vorwerk nebst einem Eisenhüttenwerk; auf 30 Hufen wurden 29 Feuerstellen betrieben (1801). Das Amt Zinna übernahm im Jahr 1813 die Geschäfte und war damit für ein Lehnschulzengut, acht Kossäten, zwölf Büdner, einen Garnweber, zwei Schneider, einen Schlächter und Gastwirt, einen Müller, einen Schmied, ein königliches Hüttenamt, ein Hirtenhaus und 28 Hauseigentümer verantwortlich. 1817 wurde für die Kurmark insgesamt eine unbedeutende Eisenfabrikation festgestellt, dennoch liegen die Daten für das Werk in Gottow vor, 1,643 Zentner Stabeisen. Ab 1818 wurde Kupfer hergestellt; im Dorf lebten in diesem Jahr zwei Branntweinbrenner, ein Brauer, zwei Gast- und Schankwirte, zwei Handelsleute, ein Mahlmüller, ein Schlächter, ein Schmied, ein Schneider und ein Stellmacher. 1831 stand das Eisenhütten- und Kupferhammer-Werk Gottow für 19.537 Reichsthaler, der Unterhammer zu 5.234 Reichsthaler zum Verkauf, ausgeschrieben über das Königlich-Preußische Land- und Stadtgericht (Luckenwalde). Den Zuschlag erhielt 1832 der Fabrikant Krause, der eine Neusilberwarenfabrik errichten ließ. Nachdem der Oberhammer bereits zu einem Kupferhammer umgebaut worden war, wurde nun auch der Unterhammer umgebaut und in eine Mahl- und Schneidemühle verwandelt. 1835 stand der Ort in wirtschaftlicher Blüte; 295 Einwohner lebten im Ort. Gottow wurde zum Sitz eines königlichen Hüttenamtes sowie des Hütten-Amts-Gerichts des Regierungsbezirks Potsdams. An deren Spitze stand zu jener Zeit der Königlich Preußische Hüttenfaktor (Bergrat), Theodor Roeder. Er war vermählt mit Johanna Bliewert, deren vier gemeinsame Kinder sämtlich in Gottow geboren wurden. Aus dem Jahr 1837 sind zwei Webstühle auf Leinwand als Nebenbeschäftigung und eine Windmühle überliefert. Es gab einen Schankwirt, drei männliche und drei weibliche Dienstboten sowie 31 Wohnhäuser. Im Privathüttenwerk waren drei Wohnhäuser verzeichnet. Etwa zeitgleich wird für Gottow in einem Sachbericht der Begriff Kugelgießerei verwendet. Mitte des 19. Jahrhunderts übersiedelte der über die Vorfahren ursprünglich aus der Altmark stammende Berliner Ärztesohn und Unternehmer Wilhelm Schwechten nach Gottow und betrieb das Hüttenwerk, da noch der Familie seiner ersten Frau Clara Poesch gehörig, als Fabrik. Schwechten heiratete in zweiter Ehe die adelige Gertrud von Hertzberg, Tochter des Musikdirektors zu Berlin, Rudolph von Hertzberg, und Schwester des Richard Ferdinand von Hertzberg, Kgl. Preuß. Rechnungsrat, Leutnant a. D., der auch in Gottow lebte.
Eine Statistik von 1840 führte einen Schmied, einen Zeugmacher mit einem Stuhl, ein Schuhmacher mit einem Gehilfen, einen Tischler mit einem Gehilfen, einen Weber mit einem Stuhl, einen Schneider, einen Stellmacher, einen Schlächter und einen Müller auf. Im Jahr 1841 bestand das Dorf Gottow mit Neue Hammer; im Jahr 1860 und 1871 mit dem Wohnplatz Moldenhütten. Die Gemarkung war im Jahr 1858 insgesamt 698 Mg groß: 27 Mg Gehöfte, 30 Mg Gartenland, 337 Mg Acker, 185 Mg Wiese, 119 Mg Wald (einschließlich Moldenhütten). Das Hüttenwerk war 35 Mg groß und bestand zu 20 Mg aus Acker und 15 Mg Wiese. Im Dorf gab es 33 Wohn- und 48 Wirtschaftsgebäude, darunter eine Getreidemühle. Im Hüttenwerk standen ein öffentliches, neun Wohn- und 13 Wirtschaftsgebäude, darunter ein wassergetriebenes Neusilberwalzwerk und eine wassergetriebene Getreide- und Schneidemühle. Im Abbau Neue Hammer stand eine Wassermühle. Die Gemarkung wuchs im Jahr 1876 um 3,2 ha, die vom Forstrevier Zossen übernommen wurden. Das Hüttenwerk stand im Gutsbezirk und umfasste 1885 und 1895 den Wohnplatz Unterhammer. Im Jahr 1891 bestand das Dorf Gottow mit Hüttenwerk.

### 20. Jahrhundert

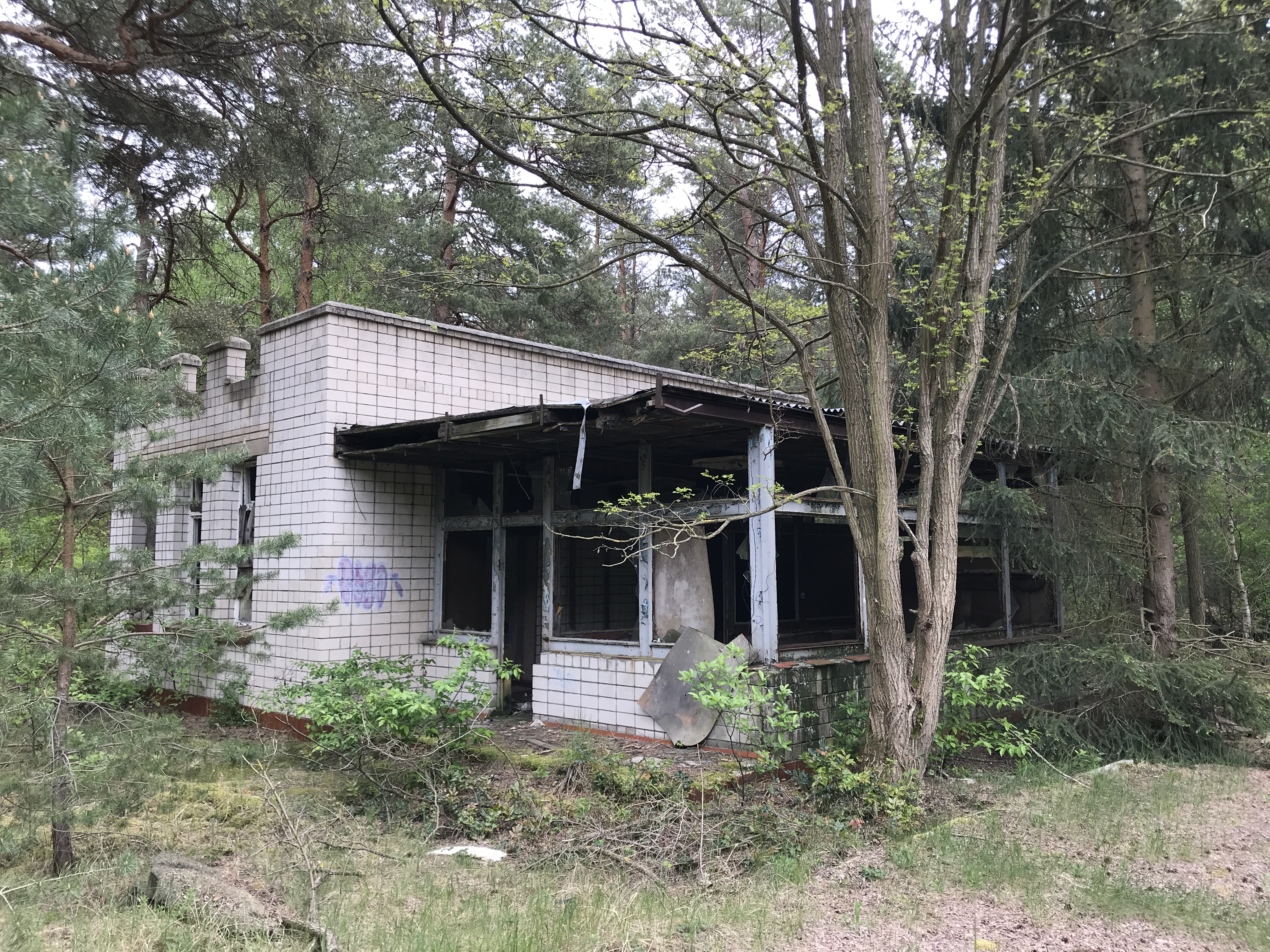
Ruinen der chemisch-physikalischen- und Atom-Versuchsstelle

Zur Jahrhundertwende war Gottow 328,3 Hektar (ha) groß; das Hüttenwerk umfasste eine Fläche von 9,5 ha, der Forst war 75,6 ha groß. Im Dorf standen 55, im Hüttenwerk elf Häuser. Anfang des 20. Jahrhunderts setzte die Modernisierung ein, Gottow bekam neben der längst bestehenden Lehrerstelle eine eigene neue Schule um 1912. Und zehn Jahre später folgte wohl die durchgehende Elektrifizierung des Ortes. Der Gutsbezirk mit dem Hüttenwerk wurde 1920 mit der Gemeinde vereinigt. Neben Joh. Schwechten gab es laut dem 1929 letztmals veröffentlichten Landwirtschaftlichen Adressbuch der Provinz Brandenburg noch zwei weitere nennenswerte landwirtschaftliche Betriebe. Aufgeführt sind Theod. Antonius mit 22 ha und Friedrich Liesig mit 21 ha. Gottow war zu allen Zeiten eingekircht in Schöneweide. Im genannten Jahr wuchs die Gemarkung erneut um 3,2 ha, die vom Gutsbezirk Baruth Schloß eingemeindet wurden. Gottow wurde 1931 Landgemeinde mit den Wohnplätzen Moldenhütten und Unterhammer mit einer Fläche von insgesamt 419,6 ha ohne die im Kreis Teltow gelegene, unbewohnte gleichnamige Exklave, die 28,4 ha umfasste. Im Dorf standen 69 Wohnhäuser mit 105 Haushaltungen. Eine Statistik von 1939 führte sechs land- und forstwirtschaftliche Betriebe mit einer Fläche zwischen 20 und 100 ha auf. Weitere 8 Betriebe waren zwischen 10 und 20 ha groß, 20 zwischen 5 und 10 ha sowie 39 zwischen 0,5 und 5 ha.
Im Zweiten Weltkrieg wurde im Zuge des deutschen Uranprojektes westlich der Heeresversuchsanstalt Kummersdorf die Chemisch-physikalische- und Atom-Versuchsstelle Gottow der Wehrmacht eingerichtet; im regionalen Sprachgebrauch Vers. Gottow genannt. Die Anlage wurde nach dem Ende des Krieges weitgehend demontiert. Außerdem wurden 1948 insgesamt 101,5 ha im Rahmen der Bodenreform enteignet: 16,2 ha Acker, 9,8 ha Wiese und Weide sowie 75,3 ha Wald. Davon gingen 14,1 ha an elf landlose Bauern und Landarbeiter, 64,8 ha an 31 landarme Bauern, 1,5 ha an einen Umsiedler, 12,5 ha an sieben Altbauern und 8,5 ha an die Gemeinde. In den Jahren 1950 und 1957 war Gottow Gemeinde mit den Wohnplätzen Moldenhütten und Unterhammer. Die Bauern gründeten 1958 eine LPG Typ I. Sie bestand 1961 mit 85 Mitgliedern und 377 ha Fläche und ging 1967 in eine LPG Typ III über. Diese wurde 1975 mit der LPG Schöneweide (ehemals Teltow) zusammengeschlossen. Außerdem gab es 1960 eine LPG Typ I, die im Folgejahr 10 Mitglieder und 21 ha Fläche besaß und an die LPG Typ I angeschlossen wurde. Im Jahr 1983 gab es im Dorf die LPG (T) Gottow-Schöneweide mit Stützpunkt Technik Schöneweide. Gottow wurde am 6. Dezember 1993 in die neue Gemeinde Nuthe-Urstromtal eingegliedert.

## Bevölkerungsentwicklung
| Jahr      | 1791 | 1801 | 1817 | 1837                 | 1858        | 1871        | 1885                           | 1895             | 1905             | 1925                    | 1939 | 1946 | 1964 | 1971 | 1981 |
| Einwohner | 165  | 185  | 265  | Dorf 218 und Gut: 82 | 236 und 109 | 254 und 100 | 267 und 86 und 7 (Unterhammer) | 284 und 88 und 4 | 291 und 84 und 4 | 376 und 8 (Unterhammer) | 433  | 442  | 389  | 357  | 336  |

## Persönlichkeiten
- Friedrich Carl Theodor Roeder, Geheimer Sanitätsrat, Träger des Roten Adlerordens IV. Klasse, 1819 in Gottow geboren[19]

## Sehenswürdigkeiten

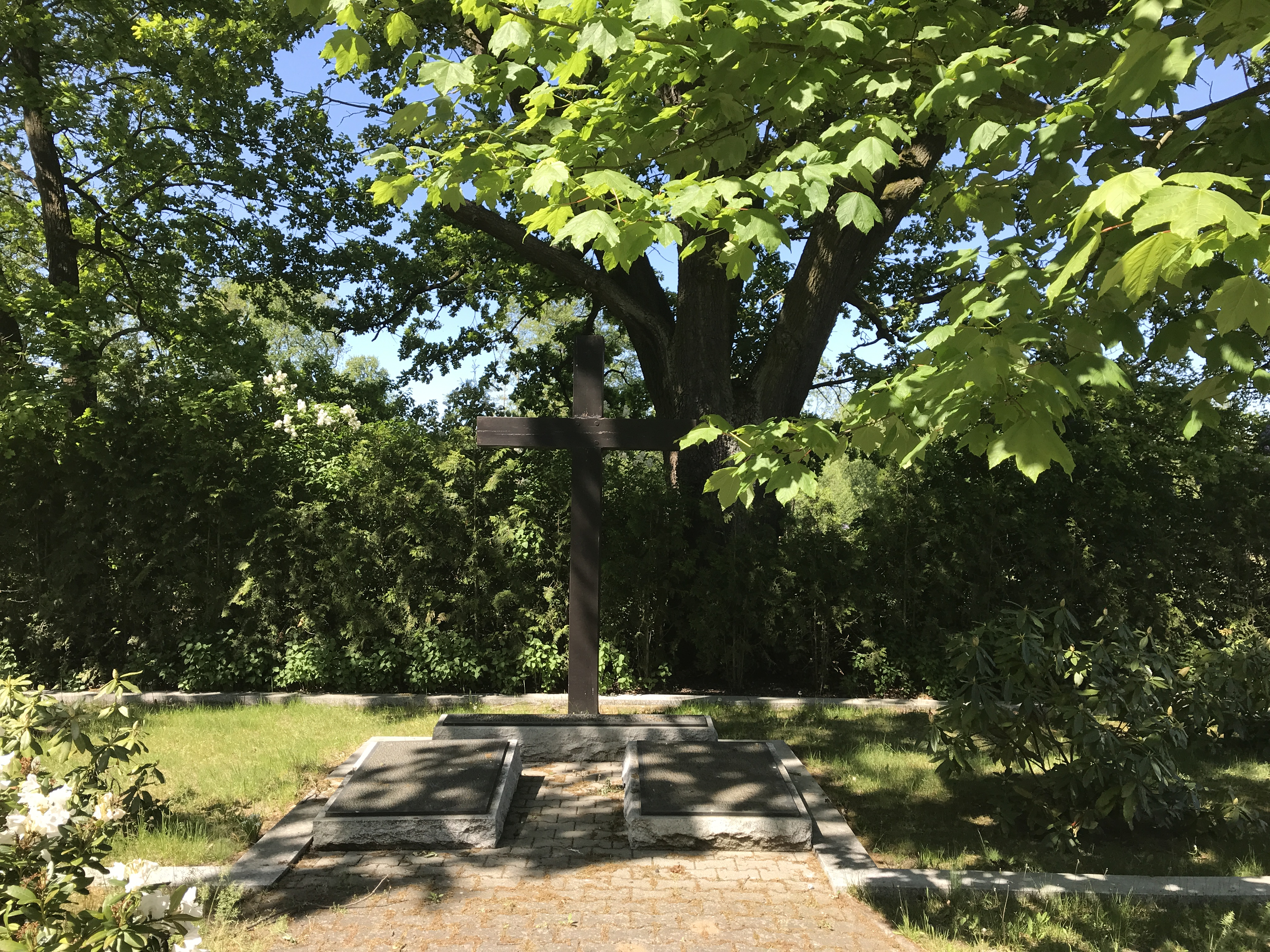
Kriegsgräberstätte

- Das ehemalige Hammerwerk mit Haupthaus, Amtshaus und Wohnhäusern wurde 1945 zerstört. Erhalten geblieben sind das Amtshaus sowie ein Wohngebäude.
- Hammerfließ, Gottower See mit Waldlehrpfad
- Forellenzuchtanlage Unterhammer
- Auf dem Friedhof erinnert eine Grabstätte an 18 Zwangsarbeiter. Sie steht unter Denkmalschutz.

## Wirtschaft, Politik und Infrastruktur
Neben der Landwirtschaft und einigen Handwerksbetrieben, z. B. ein Ofenbauer, existieren touristische Angebote.
Der Ortsvorsteher ist Ulf Neugebauer.
Die Landstraße Am Hammerfließ führt in West-Ost-Richtung durch die Gemarkung und verbindet den Ort mit Luckenwalde und Schönefeld. Nach Norden bindet die Dorfstraße den Ort mit Scharfenbrück an. Die Verkehrsgesellschaft Teltow-Fläming bindet den Ortsteil mit den Linien 752 und 770 nach Luckenwalde, Stülpe und Zossen an.